# Thesium macrogyne
Thesium macrogyne är en sandelträdsväxtart som beskrevs av Arthur William Hill. Thesium macrogyne ingår i släktet spindelörter, och familjen sandelträdsväxter. Inga underarter finns listade i Catalogue of Life.